# Jacqueline Oble
Anne Jacqueline Lohouès-Oble (* 1950 in Dabou, Elfenbeinküste) ist eine ivorische Politikerin. Sie war im Dezember 2010 die Sprecherin von Laurent Gbagbo. Außerdem war sie vom 5. Dezember 2010 bis 11. April 2011 Bildungsministerin in der international nicht anerkannten Regierung Aké N’Gbo.

## Leben
Oble ist studierte Juristin. Sie war die erste Juraprofessorin aus Afrika südlich der Sahara, der juristischen Fakultät von Abidjan und Justizministerin im Kabinett von Félix Houphouët-Boigny. 1998 gab sie ihr Nationalversammlungmandat zurück. Sie kandidierte für die Präsidentschaftswahlen in der Elfenbeinküste 2010.
Jacqueline Oble war als Mitglied der Regierung Aké N’Gbo ab 11. Januar 2011 von Sanktionen der Europäischen Union betroffen. So durfte sie nicht in die EU einreisen und ihre Gelder wurden eingefroren.